# Universidad Nacional de Irlanda
Universidad Nacional de Irlanda (en inglés National University of Ireland o NUI), es un sistema de universidades organizadas en federación de universidades constituyentes, previamente llamados colegios constituyentes formado bajo Acta de Universidades Irlandesas de 1908, y significativamente enmendado por el Acta de Universidades de 1997. Las universidades constituyentes son para todos los propósitos esenciales de las universidades independientes, excepto que los grados y diplomas de educación superior impartidos por la organización federada. El rector actual de la universidad es Garret FitzGerald.

## Instituciones asociadas
Las universidades constituyentes son:
- Universidad Colegio Cork
- Universidad Colegio Dublin
- Universidad de Galway
- Universidad Nacional de Irlanda, Maynooth

Los colegios reconocidos son:
- Real Colegio de Cirujanos de Irlanda
- Colegio Nacional de Arte y Diseño
- Instituto Milltown de Teología y Filosofía
- Colegio Shannon de Administración Hostelera
- Instituto de Administración Pública

Los colegios antes reconocidos, y sus años de reconocimiento, son:
- Colegio Mary Immaculate de Educación, Limerick (1975 - 1994)
- Instituto Nacional de Educación Superior, Limerick (1976 -1977)
- Our Lady of Mercy College, Carysfort (1975 - 1988)
- St. Angela's College, Sligo (1978 - 2005)†
- St. Patrick's College of Education, Drumcondra (1975 - 1995)
- St. Patrick's College, Maynooth (1910 - 1997)ǂ
- Thomond College of Education, Limerick (1976 - 1977)

† El St. Angela's College mantiene sus lazos con la National University of Ireland al ser "Un Colegio de la National University of Ireland, Galway" desde enero del 2006. En efecto esto significa que los estudiantes de éste colegio están registrados como estudiantes de la National University of Ireland, Galway - la National University of Ireland continúa otorgando grados y diplomas a esos estudiantes cuando se gradúan.
ǂ De acuerdo con el Acta de Universidades de 1997 (Sección 48) los graduados del colegio reconocido de St. Patrick's College, Maynooth que recibieron un grado de la National University of Ireland antes del comienzo del acta son ahora legalmente considerados como graduados de la universidad constituyente de la National University of Ireland, Maynooth bajo las provisiones de tal acta.

## Historia
En 1845 los Colegios de la Reina en Belfast, Cork y Galway fueron establecidos, en 1849 comenzó la enseñanza y un año después fueron unidos bajo la Queen's University of Ireland. La Catholic University of Ireland fue creada como una universidad independiente en Dublín en 1854 para la educación de Católicos, sin embargo esta universidad nunca fue reconocida ni ofreció grados reconocidos. En 1880 la Royal University of Ireland tomó las funciones de ofrecer grados de las dos universidades y ofreció grados reconocidos a los graduados de la nueva University College Dublin, previamente otorgados bajo la Catholic University.
Las reformas de 1908 disolvieron la Royal University y crearon la actual National University of Ireland y una separada Queen's University of Belfast. Las reformas de 1997 reestructuraron la National University of Ireland, y una universidad adicional en Maynooth fue creada de ciertas facultades del anterior colegio reconocido, St. Patrick's College, Maynooth. También las prohibiciones en teología fueron removidas, que había sido una característica de las universidades predecesoras.

### Constitución legislativa
Desde 1918 los graduados de la universidad han formado una constitución en las elecciones parlamentarias. En 1918 fue formada una constitución para la Cámara de los Comunes Británica. Después de la primera elección Eoin MacNeill se abstuvo de entrar Westminster y prefirió formar parte del primer Dáil. Los graduados de la NUI eligieron cuatro TDs desde 1921 hasta 1934 cuando las constituciones de la universidad fueron abolidas por Fianna Fáil. Bajo la Constitución de Irlanda, adoptada en 1937, los graduados de la universidad eligen tres miembros al Seanad Éireann (el senado).
La elección más reciende en 2002, los miembros del XXII Seanad, resultó en la elección de Joe O'Toole (independiente), Feargal Quinn (independiente) y Brendan Ryan (Partido Laborista). Todos los graduados que sean ciudadanos Irlandeses (sin importar si viven en el estado o no) tienen derecho a votar si están en el registro de electores de la universidad. La elección se lleva a cabo por voto postal.

## Asuntos actuales
Dentro de la universidad hay una estructura de facultades comunes en operación en las universidades constituyentes. Esas diez facultades son: Agricultura; Artes; Estudios Celtas; Comercio; Ingeniería y Arquitectura; Ciencia y Tecnología de los Alimentos y Tecnología; Derecho; Medicina y Ciencias de la Salud; Filosofía & Sociología; Ciencia; y Medicina Veterinaria. Asuntos actuales dentro de la National university incluyen la reforma de las estructuras departamentales de las dos universidades constituyentes más grandes, en Cork y Dublín, que han sido criticadas de ser burocráticas e incómodas. Esto ha causado un poco de controversia a nivel nacional: los presidentes de las universidades constituyentes han promovido la idea de reforma mientras el personal académicos se ha resistido.